# Thomas Prehn
Thomas Prehn (* 1. April 1961 in Boulder) ist ein ehemaliger US-amerikanischer Radrennfahrer und nationaler Meister im Radsport.

## Sportliche Laufbahn
1986 gewann er den nationalen Titel im Straßenrennen vor Douglas Shapiro. 1978 war er bereits Vize-Meister bei den Amateuren hinter Dale Stetina, ebenso wie 1984 hinter Matt Eaton. 1980 siegte er auf einer Etappe der Chile-Rundfahrt. 1986 gewann er den Chicago Grand Prix. Danach gewann er noch einige Kriterien in seiner Heimat. 1983 nahm er an der Internationalen Friedensfahrt teil, schied aber vorzeitig aus.